# The Comedy of Terrors
The Comedy of Terrors (br: Farsa Trágica) é um filme estadunidense de 1964, do gênero comédia / terror, produzido pela American International Pictures, dirigido por Jacques Tourneur e estrelado por Vincent Price, Peter Lorre, Basil Rathbone, Boris Karloff e Joe E. Brown (em sua última aparição cinematográfica). O filme também apresenta Orangey, o gato, sob o nome de  "Rhubarb, the Cat". É uma rara mistura de comédia e horror, na mesma linha de Abbott and Costello Meet Frankenstein, clássico de 1948 da Universal Pictures.

## Sinopse
Ambientado na Nova Inglaterra de meados do século XIX, o filme conta a história do beberrão Trumbull (Price), um papa-defuntos sem escrúpulos que assassina pessoas em suas próprias casas para manter os negócios de sua funerária e poder bancar seu vício da bebida.
Certa noite, após uma tentativa frustrada, quando a viúva de sua última vítima sai sem lhe pagar os honorários, Trumbull e seu nefasto criado Gillie (Lorre) decidem assassinar o senhorio, Sr. Black (Rathbone), do qual dizia-se ter acessos de catalepsia, algo que Trumbull e Gillie desconheciam.
Aparentemente, Black morre de ataque cardíaco após levar um susto provocado por Gillie e Trumbull coloca o corpo do "falecido" na tumba da família e volta para celebrar em casa a sua recém-adquirida fortuna. Todavia, Black acorda e volta para o salão da funerária, citando frases a esmo do Macbeth de Shakespeare, o qual estava lendo no momento em que sentiu-se mal. Cenas cômicas ocorrem quando Black persegue Trumbull e Gillie ao redor do salão, antes que (finalmente) morra após um longo monólogo.
Gillie foge com a maltratada esposa de Trumbull, com quem andava se encontrando às escondidas e Trumbull é deixado para trás em profunda depressão. Seu sogro (Karloff) aparece e lhe dá um "remédio" (que, na verdade, é veneno) o qual Trumbull havia tentado lhe fazer ingerir durante todo o filme. O "remédio" funciona da forma esperada e Trumbull cai morto enquanto Karloff recolhe-se ao leito sem perceber nada de estranho.
É digno de nota que no fim do filme, Black espirra numa reação alérgica a um gato, provando, novamente ser um tipo indestrutível.

## Elenco principal
- Vincent Price - Waldo Trumbull
- Peter Lorre - Felix Gillie
- Boris Karloff - Amos Hinchley
- Basil Rathbone - John F. Black, Esq.